# Филе
Филе (от френската дума filet) е разфасовка или парче месо или риба без кости. Филето често е основна съставка в много кухни и много ястия изискват специфичен вид филе като една от съставките.

## Месо

### Говеждо месо
В случай на говеждо месо, терминът най-често се отнася до beef tenderloin (psoas major мускула, близо до бъбреците) в САЩ, особено филе миньон.

### Пилешко месо
Пилешките филета са специфичен разрез на месо от пилешки или щраусови пържоли. В пилето има две филета и всяко от тях е с дължина няколко см и ширина около 2,5 см или по-малко. Те лежат под основната част на гърдите точно над гръдния кош около центъра на гръдната кост. Те са отделени от гърдите чрез нишка.
Пилешките филета са много популярни в супермаркетите в много страни. Те могат да се прикрепят към основните гърди или да се отделят от гърдите в опаковки от общо четири или повече филета.
- Сурови пилешки филета
- Свинско филе

## Риба
В подготовка за филетиране, люспите на рибите трябва да бъдат отстранени. Съдържанието на коремната кухина (червата и други органи) също се нуждае от внимателно отделяне от филето.
- Филетиране на хек
- Японски прибори, използвани за филе на едри риби тон
- Двама мъже филетират и осоляват риба, 1878 г.
- Автоматични ножове за филетиране на риба